# Tristan Corbière
Tristan Corbière, vlastním jménem Édouard-Joachim Corbière, (18. července 1845, Morlaix, Francie – 1. března 1875, tamtéž) byl francouzský básník pocházející z Bretaně. Narodil se na pobřeží Congar, kde žil po většinu svého života a nakonec i zemřel.
Narodil se v bohaté měšťanské rodině, jeho otec Antoine-Édouard Corbière byl spisovatel. Během studia na císařském lyceu v Saint-Brieuc Tristan propadl depresím a během několika mrazivých zim onemocněl těžkým revmatismem, který ho zohyzdil. Vyčítal to svým rodičům, kteří ho ke studiu na lyceu přinutili, a osvojil si díky tomu vzpurného ducha a ironický přístup k životu, dobře čitelný v řadě jeho veršů.
Jeho dílo nebylo příliš známé až do doby, kdy jej Paul Verlaine zařadil mezi prokleté básníky (poètes maudits). Verlainovo slovo stačilo k tomu, aby si veřejnost všimla díla tohoto bretaňského rodáka a zařadila jej mezi mistry symbolismu. Corbière psal básně z prostředí námořníků a moře, ovlivněn svým rodným krajem. Jeho verše byly průkopnické používáním ironie, slangu a rytmu běžné řeči. Jedinou publikovanou sbírkou básní za jeho života byla sbírka Žluté lásky (Les amours jaunes, 1873). Kniha mj. nadchla Bohuslava Reynka, který kvůli ní navštívil Bretaň a začal Corbièra překládat.
Zemřel na tuberkulózu ve věku 29 let.